# Donder, Hel & Hagel
Donder, Hel & Hagel is een anarchistische newwaveband uit Leuven. De band bestaat uit de muzikanten Hans Hagel, Anton Donder en Bart Hel.
De leden maakten voorheen deel uit van bands als The Usual Suspects, Cop on Fire, Dead Man's Hill... Hans Hagel is bovendien de frontman van de Leuvense punkband Ulrikes Dream. Bart Hel treedt op met het ritualistische Chrysopa Occulta.

## Geschiedenis
Het eerste optreden van Donder, Hel & Hagel vond plaats in besloten kring tijdens een reünie van Villa Squattus Dei op 15 april 2017. Op 15 september volgde een try-out in de illegale ondergrondse club "de vlo van z'n ma" in Leuven.
In 2017 werd de band geboekt om het "Breaking Barriers"-festival te openen in Het Depot te Leuven.  De band had net de video "Joke is weer daar" uitgebracht waarin het beleid van toenmalig minister van Natuur en Bos Joke Schauvliege bekritiseerd werd. Het nummer haalde de nationale pers.
Op 29 juli 2018 werd de video "Parkveld blijft" verspreid. Bedoeling was om de activisten die het Parkveld-terrein in Heverlee bezetten een hart onder de riem te steken. 
Donder, Hel & Hagel trad op tijdens "Fiesta partigiani", het festival op datzelfde Parkveld-terrein.
Op 4 oktober 2019 stelde de band haar debuut cd "Lang genoeg beleefd geweest!!!" voor in Het Depot te Leuven. Op de cd zijn gastbijdragen te vinden van dichter Didi de Paris en leden van bevriende punkbands als René Binamé en Ulrikes Dream. De cd wordt uitgebracht op het Belgische label Wool-e-discs Records.
Tijdens de Coronapandemie van 2020, op 29 maart, bracht de band "De Coronahamster" als single uit. Het nummer stak de draak met mensen die in supermarkten toiletpapier hamsterden. In 2022 bracht de band een cd uit die "Kermis in de Hel" heet.

## Invloeden
Donder, Hel & Hagel brengt Nederlandstalige muziek met teksten over revolutie en burgerlijke ongehoorzaamheid. Als muzikale invloeden halen ze bands aan zoals de skaband Iedereen Zoo Jotje en de popgroep Les Baudouins Morts, maar ook anarchopunkbands als Crass en Conflict.

## Discografie
- 2017: Demo (eigen beheer)
- 2019: "Lang genoeg beleefd geweest!!!" (Wool-e-discs Records)
- 2020: "De Coronahamster" (eigen beheer, single)
- 2022: "Kermis in de Hel" (Underground Departement)